# Sindaci di Roswell (Georgia)
Lista dei Sindaci di Roswell, Georgia
| Sindaco                | Inizio Mandato  | Fine Mandato | Partito Politico |
| ---------------------- | --------------- | ------------ | ---------------- |
| Thomas Edward King     |                 | 1863         |                  |
| George Washington Wing | 1800s           | 1800s        |                  |
| N.A. Bumstead          | 1800s           | 1800s        |                  |
| C.C. Orwell            | 1904            | 1905         |                  |
| L.P. Hairaton          | 1912            | 1915         |                  |
| C.C. Foster            | 1923            | 1923         |                  |
| H.I. Weaver            | 1924            | 1925         |                  |
| J.W. Jackson           | 1926            | 1926         |                  |
| E.H. Wood              | 1926            | 1926         |                  |
| W.O. Bowden            | 1928            | 1928         |                  |
| R.A. Carruth           | 1928            | 1928         |                  |
| J.W. Hood              | 1930            | 1930         |                  |
| Clifford P. Vaughn     | 1931            | 1934         |                  |
| George "Nap" Rucker    | 1935            | 1936         |                  |
| Clifford P. Vaughn     | 1937            | 1938         |                  |
| C.G. Webb              | 1938            | 1938         |                  |
| J.W. Hood              | 1939            | 1940         |                  |
| Joe Mansell            | 1941            | 1942         |                  |
| J.W. Hood              | 1943            | 1943         |                  |
| Rogers Weaver          | 1943            | 1943         |                  |
| H.I. Weaver            | 1944            | 1944         |                  |
| J. Forrest Kirk        | 1945            | 1945         |                  |
| E. Jake Coleman        | 1946            | 1946         |                  |
| H.I. Weaver            | 1947            | 1947         |                  |
| J.L. Butler            | 1948            | 1948         |                  |
| Virgil M. Garrett      | 1949            | 1949         |                  |
| T.W. "Ford" Rucker     | 1950            | 1957         |                  |
| Charles E. Abercrombie | 1957            | 1962         |                  |
| Aubrey E. Greenway     | 1963            | 1966         |                  |
| W. L. "Pug" Mabry      | 1º gennaio 1967 | 1997         | Democratico      |
| Jere Wood              | 1º gennaio 1998 | Incumbent    | Repubblicano     |